# Amadeu Aragay i Daví
Amadeu Aragay i Daví (Sabadell, 6 de desembre de 1886 - Ciutat de Mèxic, 10 d'octubre de 1965) fou un polític, empresari i sindicalista català.

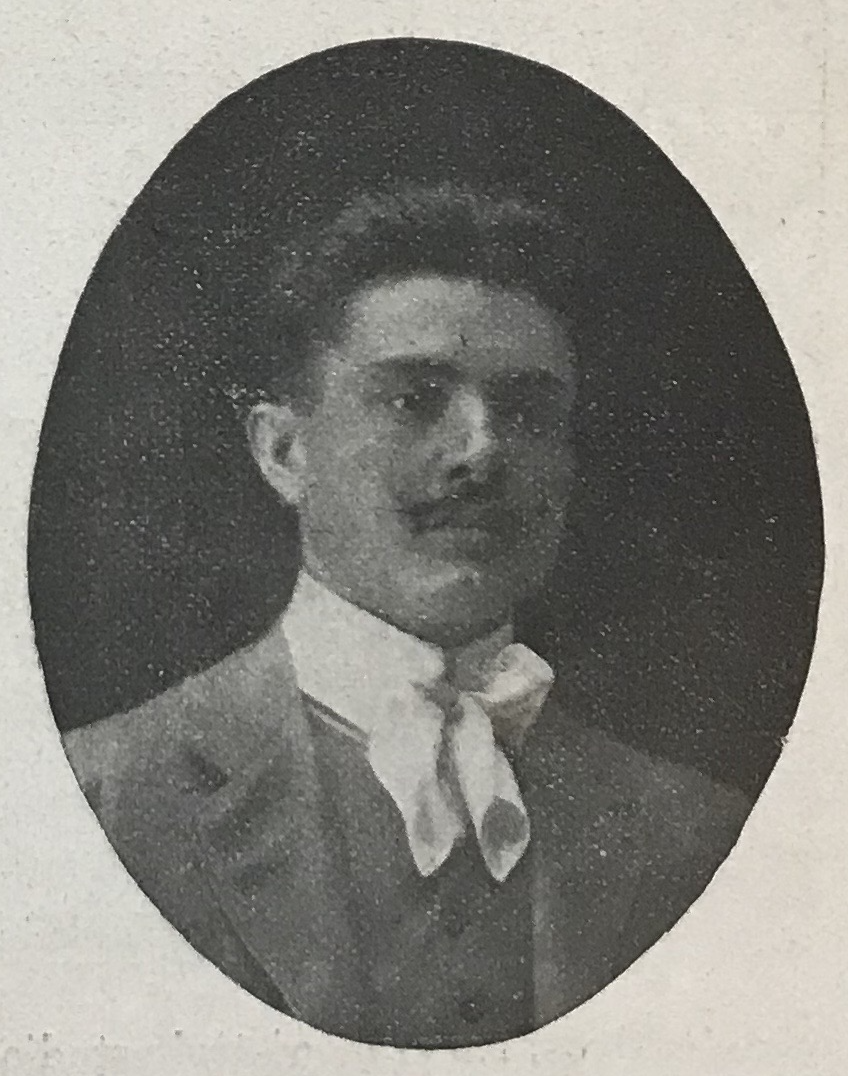
Retrat d'Amadeu Aragay Daví, ca. 1915.

## Biografia
A la seva joventut va estudiar a l'Escola Pia de Sabadell i a l'Institut General i Tècnic de Barcelona. Treballà a l'Hostal Sant Antoni que tenien els seus pares al carrer de Sant Joan, però aviat les inquietuds polítiques l'allunyaren del negoci familiar. Va ser un destacat jugador de futbol del Centre d'Esports Sabadell i formava part de l'equip que el 1913 va guanyar la Copa del Rei de segona categoria a Madrid.
Inicialment milità a les joventuts del Partit Republicà Radical (PRR) d'Alejandro Lerroux, i fou molt combatiu amb Solidaritat Catalana des de les pàgines de El Progreso, i des dels setmanaris sabadellencs ¡Rebeldes!: semanario republicano radical (anys 1908-1909), El combate: semanario adherido al partido y portavoz de la Juventud Republicana Federal (anys 1910), en els quals escrivia amb el pseudònim Fray Amado Araga, i Sabadell Federal (1914). També va escriure alguns articles al diari barceloní Revolución. períódico republicano: órgano de la Federación de Juventudes Radicales de Barcelona (1915).

### 1911-1920: formació i acció d'un polític republicà radical local
Als inicis de la seva activitat política va ser regidor de l'Ajuntament de Sabadell per la minoria republicana radical (1911-1917), però des del 1915 va mantenir postures crítiques amb el partit i s'aproximà al Bloc Republicà Autonomista. Durant aquests anys Aragay va ser especialment punyent i crític amb els alcaldes i regidors conservadors i de dretes que dirigien l'Ajuntament, amb els membres de la Lliga Regionalista en general amb el Diari de Sabadell, amb les polítiques fiscals que afectaven les classes populars i mitjanes i amb l'Església. A l'hora va exercir una defensa aferrissada de la causa republicana, en contra de la Guerra del Marroc i en aquell marc internacional de la Primera Guerra Mundial, afí a la causa aliadòfila.
Un contemporani de l'època, Emilio Navarro, li publica un perfil propi d'orador polític de la talla de Lluís Companys i li atribueix una ràpida progressió política en el partit radical sabadellenc amb l'ajut dels actius Joan Vilatobà i Jaume Llagostera, entre d'altres. També li atribueix una gran capacitat propagandística i una gran presència en mítings de la ciutat, de la comarca i de Barcelona.
Va ser al final d'aquesta primera etapa, entre els anys 1916-1919, que Aragay farà coneixemença amb dues persones que el van influir ideològicament i personalment de forma definitiva: Lluís Companys i Francesc Layret.
Aragay hava començat la seva activitat literària l'any 1915, escrivint el drama El Ocaso de las almas i l'opereta El Pirata. També en aquest període va establir vincles amb la maçoneria i amb la Lliga dels Drets de l'Home.

### 1921-1930: l'ideòleg i el secretari de la Unió de Rabassaires de Catalunya
El 12 de juny de 1921 Aragay continua la seva activitat política ascendent: es presenta com a candidat republicà a les eleccions de diputats a corts pel districte de Sabadell-Terrassa, però en la comesa va ser derrotat pel terrassenc Domènec Palet i Barba. Gràcies a la influència de Lluís Companys, el 1922 va participar de la fundació de la Unió de Rabassaires i altres Conreadors del Camp de Catalunya, de la que en fou nomenat secretari general el 1924 fins al 1936, moment en què fou expulsat del sindicat. Alhora es va anar distanciant del lerrouxisme. Durant aquests anys l'activitat propagandística d'Aragay fou intensíssima i molt sovint en companyia de Lluís Companys. Entre 1922 i 1930 i d'entre els 104 mítings en què participà Companys, Aragay l'acompanyà en 54 ocasions; Aragay acabà participant en un total de 80 mítings arreu del territori català.

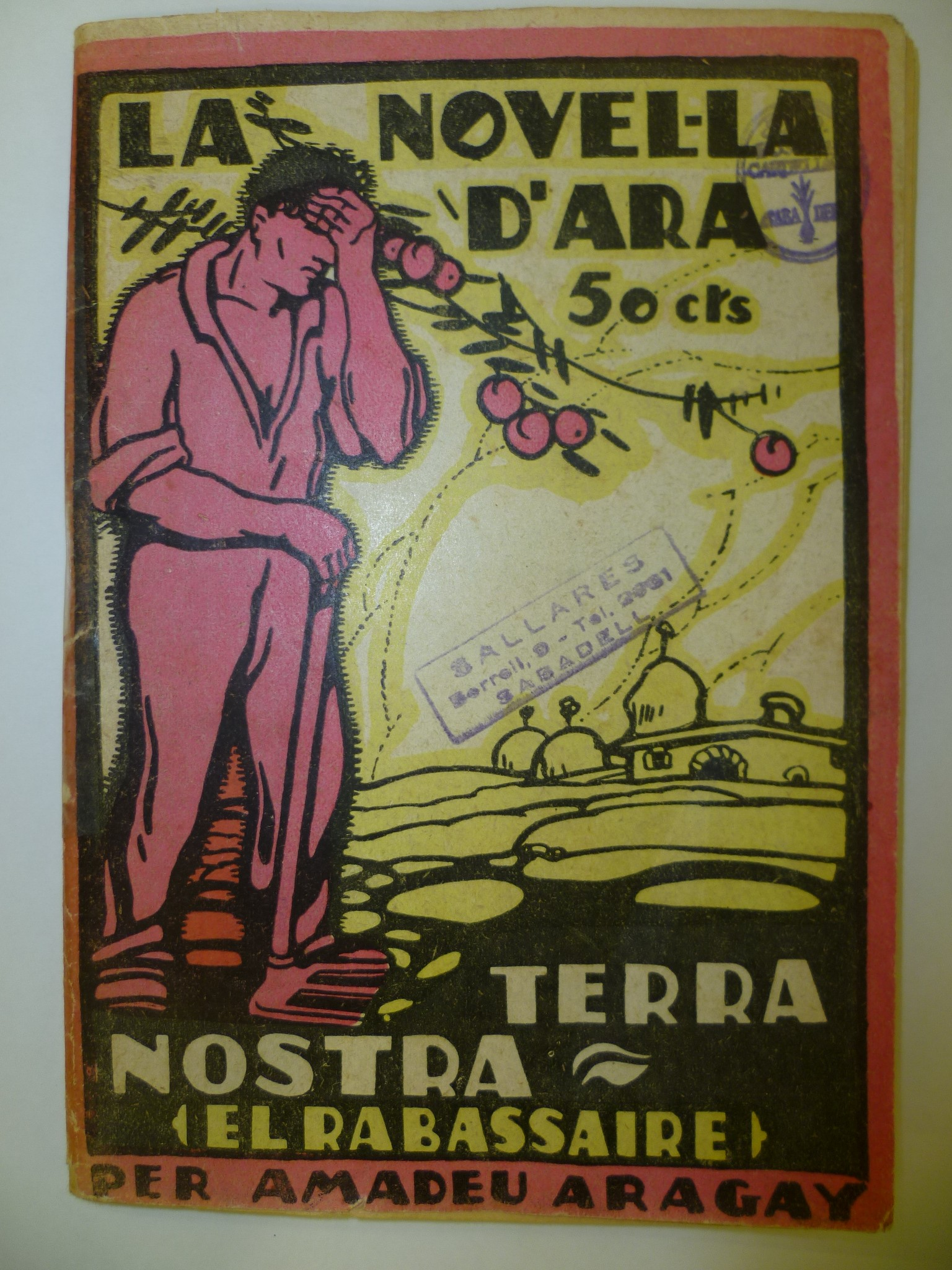
Terra Nostra. El rabassaire, obra de teatre escrita per Amadeu Aragay i publicada l'any 1925 (Biblioteca Miquel Carreras de la Fundació Bosch i Cardellach).

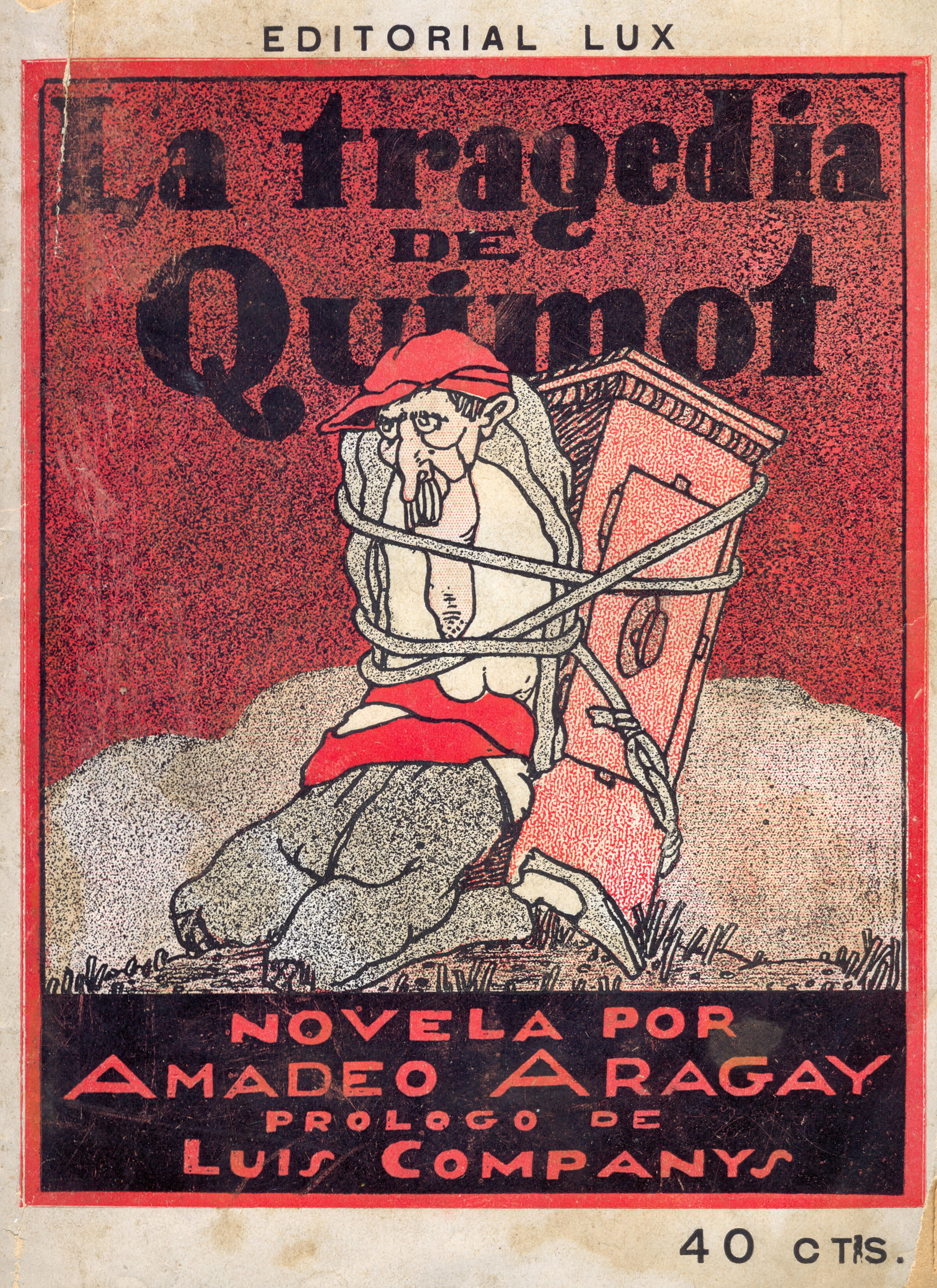
La tragèdia de Quimot, novel·la escrita per Amadeu Aragay i publicada l'any 1926 (Arxiu Renom-Llonch).

A banda de la seva activitat propagandística i oradora, Aragay intensifica la seva activitat periodística i esdevé el redactor en cap, i de facto el director, de La Terra. Portaveu de la Unió de Rabassaires de Catalunya, una revista popular agrària de caràcter doctrinari que tingué una àmplia repercussió entre les classes populars i pageses catalanes d'aquells anys. Com a escriptor l'any 1925 publicà l'obra de teatre Terra Nostra. El rabassaire, que fou estrenada al Teatre Principal de Terrassa el 12 d'abril de 1925, amb l'assistència de l'autor i de Lluís companys, i un any després, el 1926, la novel·la La tragèdia d'en Quimot, prologada per Lluís Companys i també ambientada en el món rabassaire.
En aquesta etapa Aragay ja vivia a Barcelona (al carrer de Jonqueres, 8) i tenia una panyeria i sastreria al carrer d'Escudellers (núm. 53). En aquests anys es va casar amb la republicana i feminista Elionor Vinyerta Cuartero. La parella s'instal·larà a una torre a Sant Cugat del Vallès el juny de 1933.
Aragay havia esdevingut el "cervell" del moviment rabassaire català, amb un poder i una direcció de facto de la Unió de Rabassaires, compartits amb Companys. Aragay en va ser el secretari general a partir de la mort del primer secretari (Pere Esmendia), el setembre de 1924. Per la seva condició no pagesa tant ell com en Companys van ser objecte de moltes crítiques i d'escarni públic, per part sobretot dels sectors anarcosindicalistes i també dels propietaris agraris, fins ben estrada la dècada dels anys 1930.

### 1931-1936: el polític d'Esquerra Republicana de Catalunya a Madrid per la causa agrària

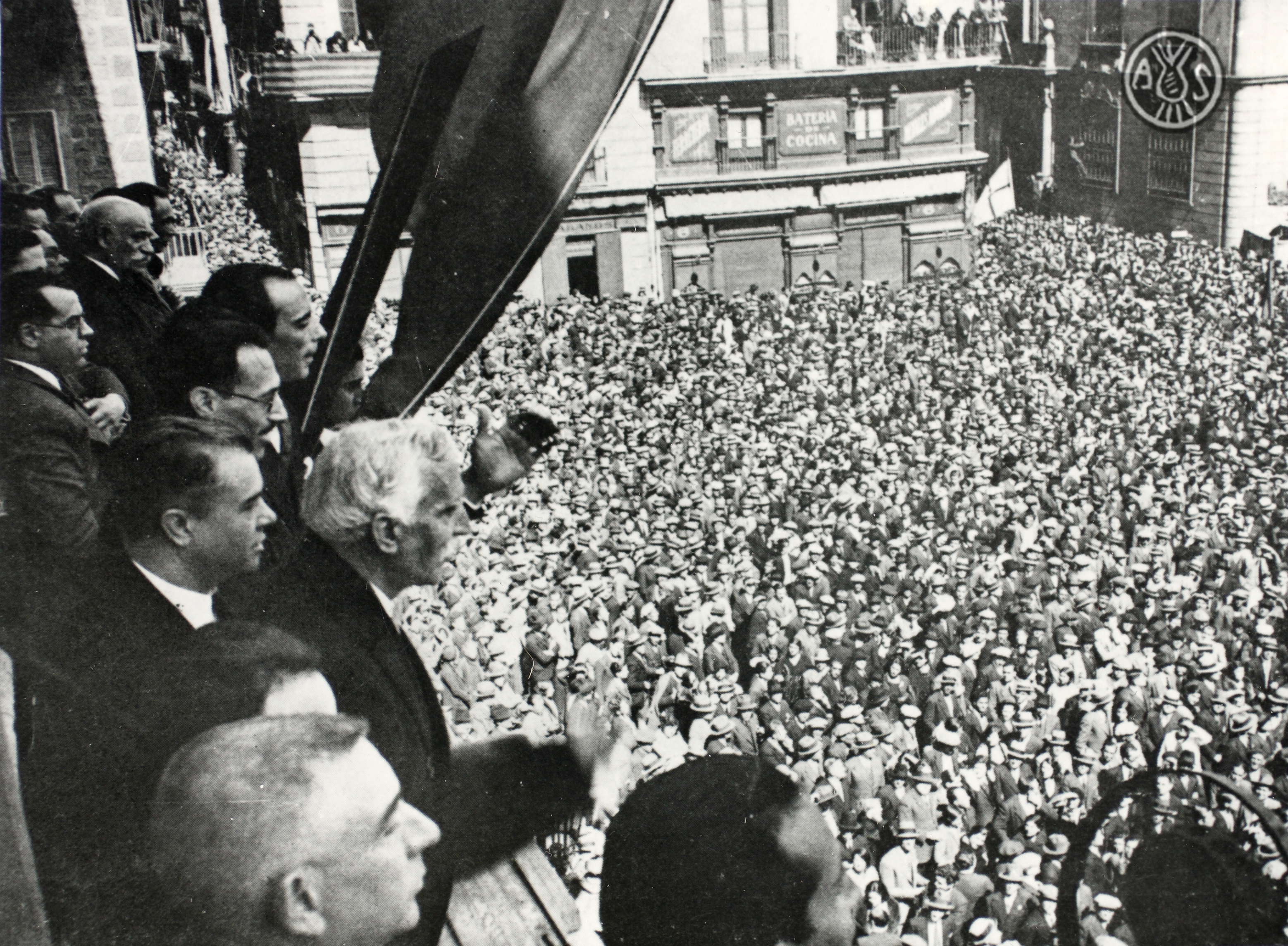
Francesc Macià proclamant la República des del balcó del Palau de la Generalitat; al seu costat, al darrere, Amadeu Aragay; en primer terme, de perfil, Josep Irla. Barcelona, 14 d'abril de 1931 (autor desconegut / AHS).

El 1930 va ser un dels signants del Manifest d'Intel·ligència Republicana i el gener de 1931 fou empresonat quatre setmanes al Castell de Montjuïc per donar suport a la sublevació de Jaca. El març de 1931 participà en la Conferència d'Esquerres i s'afilià a Esquerra Republicana de Catalunya. Escollit regidor de l'Ajuntament de Barcelona el 14 d'abril, va participar amb Lluís Companys, el dibuixant Ricard Opisso i altres, de l'ocupació de la casa de la ciutat tot participant en la proclamació de la República Catalana. El relat d'aquells fets, reiteradament citat per la historiografia catalana es deu, ni més ni menys, que a la memòria deixada per escrit pel mateix Aragay. Ell va sorti primer al balcó de l'Ajuntament, amb Llúís companys, i tots dos van hissar la bandera republicana; tot seguit Aragay tornà a sortir al balcó, ara al del Palau de la Generalitat, quan Francesc Macià proclamà la República de forma solemne, amb la plaça de Sant Jaume plena de gom a gom.

Retrat d'Amadeu Aragay quan era diputat d'ERC a Madrid, ca. 1932 (autor desconegut / AHS, Fons Ricard Simó i Bach).

A les eleccions generals espanyoles de 1931 i 1933 fou elegit diputat per Esquerra Republicana de Catalunya, i participà en la discussió de la Llei de Bases de la Reforma Agrària (1932) en defensa dels rabassaires catalans. El seu paper polític va ser molt rellevant en el marc de la minoria catalana i d'ERC al Congrés. La seva activitat de suport a la lluita rabassaire també tingué molt de ressò a Catalunya pel seu suport als detinguts per la vaga dels veremadors de Sant Cugat del Vallès, entre els mesos d'agost i setembre de 1931, dels quals n'aconseguí l'alliberament prèvia intercessió amb les autoritats del Govern Civil i enfront les denúncies de l'Institut Català Agrícola de Sant Isidre. Durant la seva activitat política a Madrid també intervé en el debat i les esmenes a la Constitució Espanyola, en la redacció i defensa de l'Estatut de Catalunya, fromà part de la Comissió de Govern Interior i de Reforma Agrària (1931-1933) i de la Comissió d'Agricultura (1935-1936). Tanmateix, arran dels Fets del sis d'octubre de 1934 va ser processat però va poder fugir; el 20 de març de 1935 les Corts aprovaren contra ell un suplicatori pel delicte de rebel·lió militar.

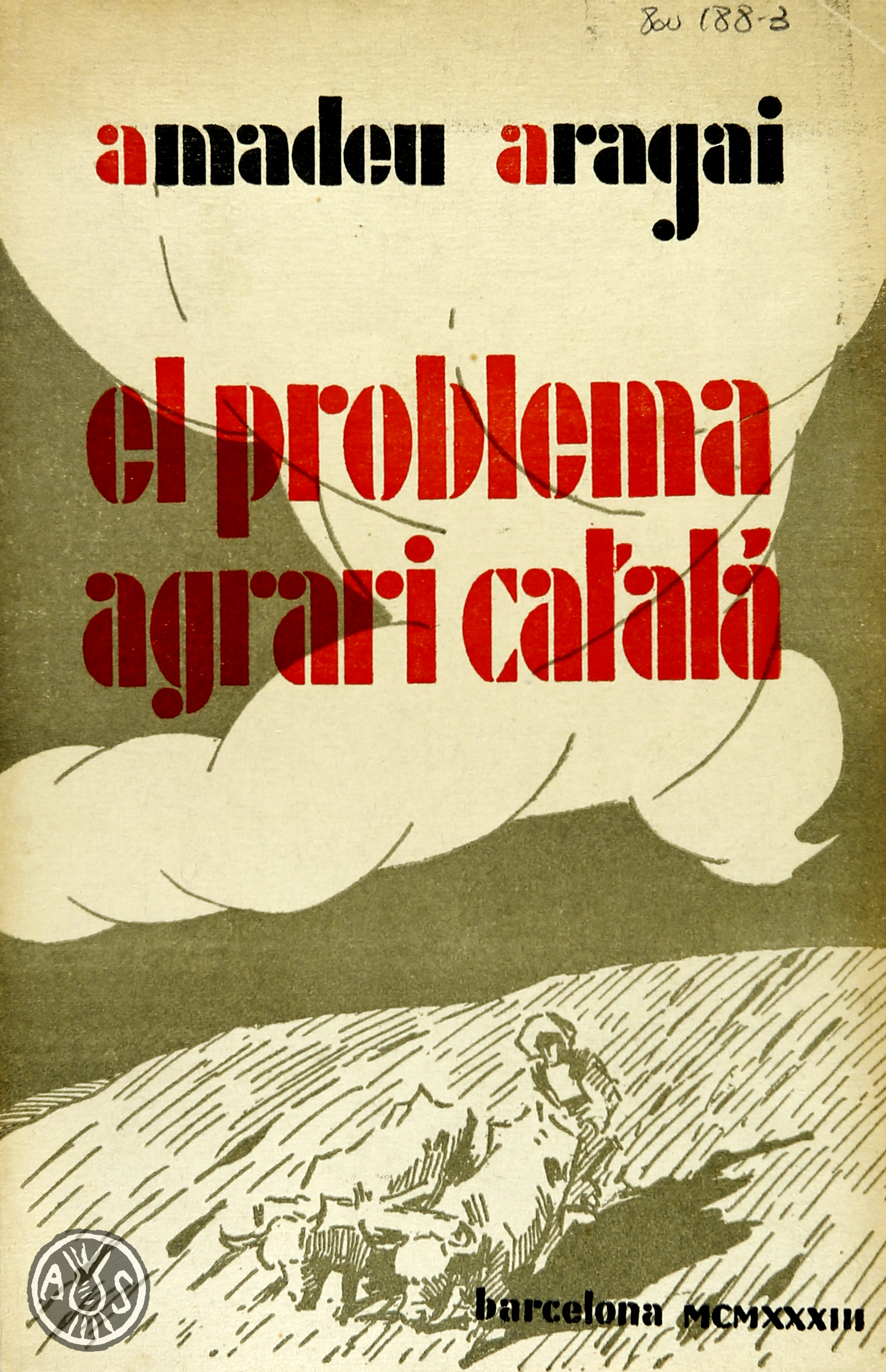
El problema agrari català, d'Amadeu Aragay, publicat l'any 1933. Barcelona: Porcar (AHS).

Fruit d'aquesta intensa activitat política en defensa dels drets dels pagesos va ser la publicació, l'any 1933, d'un nou llibre seu: El problema agrari català.
El 1936 fou expulsat de la Unió de Rabassaires per oposar-se a la forta influència del PSUC. Amb l'esclat de la Guerra civil espanyola el seu paper polític es va anar esllanguint, i durant el conflicte va formar part del Comitè Permanent d'ERC com a secretari d'actes i comptabilitat.

### 1939-1966: exili i mort
En acabar la guerra civil espanyola es va exiliar primer a França (Toulouse) i finalment a Mèxic; el 30 d'abril de 1942 s'embarcà a Casablanca en el vaixell Nyassa, amb la seva muller, i arribaren al port de Veracruz el 22 de maig de 1942. Aleshores Aragay tenia 53 anys.
Entre els anys 1941 i 1942 va redactar unes notes biogràfiques sobre Lluís Companys que es conserven al fons de l'Arxiu Nacional de Catalunya, d'alt valor històric i testimonial, les quals havia adreçat al jurista i polític Ángel Ossorio y Gallardo mentre estava treballant en el seu llibre Vida y sacrifico de Companys (editat l'any 1943 a Buenos Aires, per l'editorial Losada SA).
A Mèxic DF treballà en diverses activitats comercials. Intervingué en els diversos grups catalanistes i fou membre actiu a l'Orfeó Català de Mèxic, el qual estava presidit pel sabadellenc Jaume Camps Illa. Durant aquesta etapa final de la seva vida va fruir de la seva afició a la pintura.
També fou durant tota la seva vida un destacat membre de la francmaçoneria.
El 24 d'abril de 1998 Sabadell li dedicà una plaça al barri del Centre.

## Obres
- El ocaso de las almas (1915)
- El pirata (1915)
- Terra nostra (El rabassaire) (1925)[13]
- La tragedia de Quimot (1926)[14]
- El problema agrari català (1933)[2][15]